# نایجل بالکین
نایجل بالکین (انگلیسی: Nigel Balchin; زاده ۳ دسامبر ۱۹۰۸ – درگذشته ۱۷ مهٔ ۱۹۷۰) رمان‌نویس و فیلم‌نامه‌نویس اهل انگلستان بود.

## آثار

### فیلم‌نامه
- مندی (۱۹۵۲)
- مردی که هرگز نبود (۱۹۵۶)
- مظنون (۱۹۶۰)
- آوازه‌خوان نه آواز (۱۹۶۱)
- باراباس (۱۹۶۲)
- کلئوپاترا